# Lasius grandis
Lasius grandis es una especie de hormiga del género Lasius, tribu Lasiini, familia Formicidae. Fue descrita científicamente por Forel en 1909.

## Distribución
Se distribuye por Macaronesia, Marruecos, Albania, Andorra, islas Baleares, Portugal y España.

## Hábitat
Habita debajo de piedras, nidos, en el forraje y en troncos de árboles.